# Neorion-Hafen

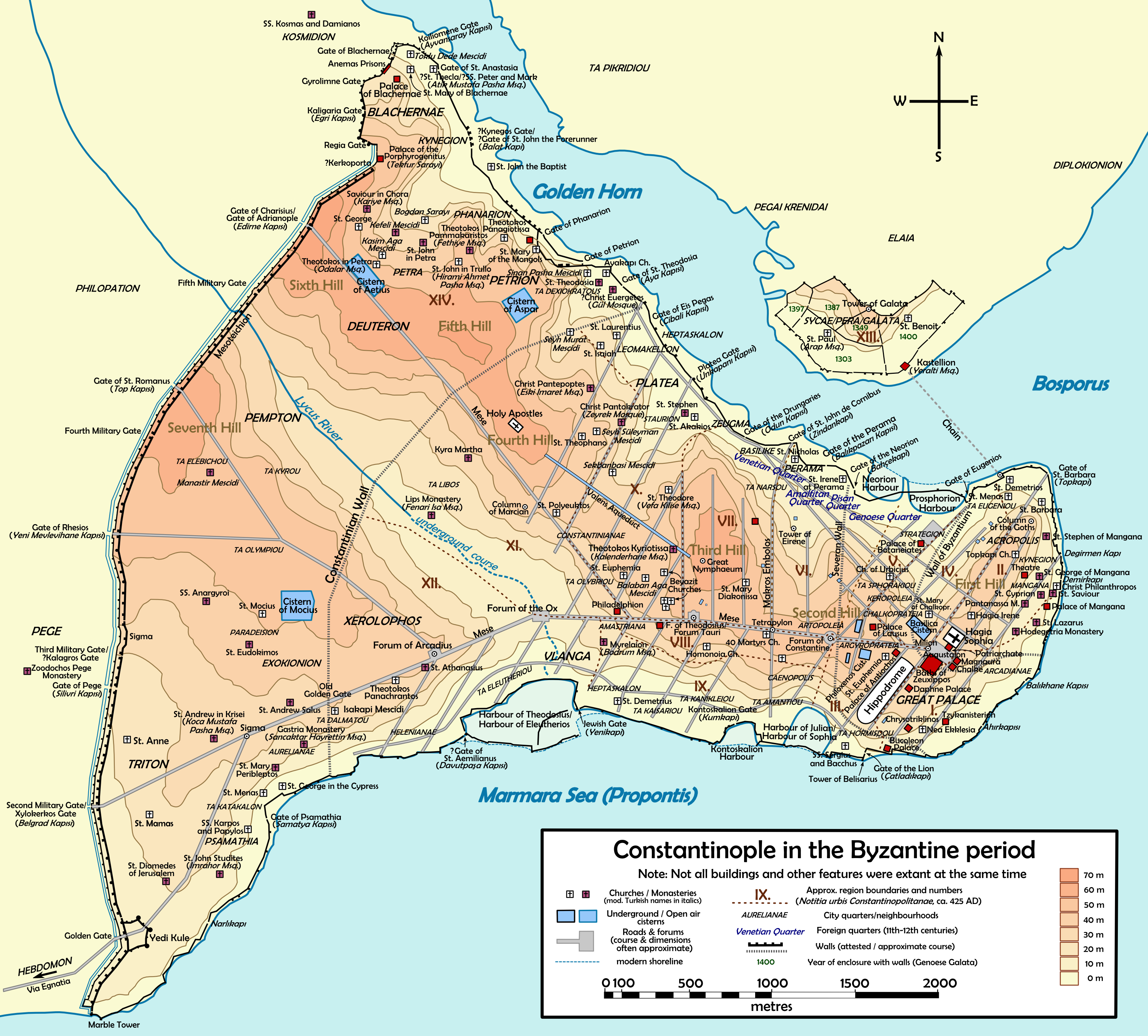
Karte des byzantinischen Konstantinopel. Der Hafen liegt im nordöstlichen Teil der Stadt am Südufer des Goldenen Horns nahe der Mündung in den Bosporus

Der Neorion-Hafen (griechisch λιμὴν τοῦ Νεωρίου oder λιμὴν τῶν Νεωρίων) war ein byzantinischer Hafen in Konstantinopel, der vom 4. Jahrhundert bis in die spätosmanische Zeit genutzt wurde. Es war der erste Hafen nach Ausbau und Umbenennung der Stadt durch Konstantin den Großen und der zweitälteste nach dem Prosphorion-Hafen, der im alten Byzantion angelegt worden war.

## Lage
Der Hafen lag am Südufer des Goldenen Horns im Norden von Konstantinopel, östlich der heutigen Galata-Brücke, in der Region VI von Konstantinopel. In osmanischer Zeit gehörte das Gebiet zum Viertel Bahçekapı (dt. Garten-Tor) zwischen Zolllagern und der Abdülhamid-Medrese. Heute gehört der Ort zum Viertel Bahçekapı in Eminönü, das Teil des Istanbuler Stadtbezirks Fatih ist. Das Hafenbecken ist heute verfüllt und Standort der Anlegestelle für die Fähren nach Kadiköy und Üsküdar.

## Geschichte

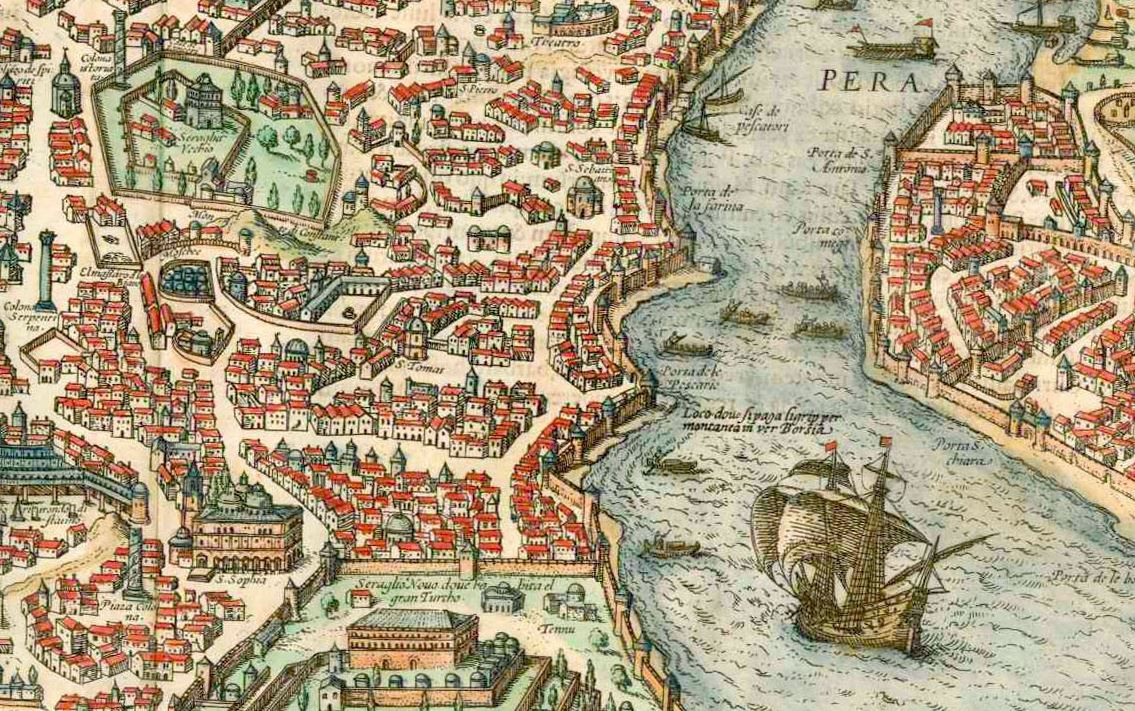
Der Neorion-Hafen (zweite Bucht auf der linken Seite des Goldenen Horns) auf der Karte Byzantium nunc Constantinopolis von Braun and Hogenberg (1572)

Der Neorion-Hafen war der erste neu errichtete Hafen der Stadt Konstantinopel nach ihrer „Gründung“ und nach dem Prosphorion-Hafen der zweite der Stadt. Angelegt wurde das Hafengelände unterhalb des Nordwesthanges des ersten Hügels von Konstantinopel in einem Viertel namens ta Eugeniou (griechisch τὰ Εὑγενίου). Hier am Südufer des Goldenen Horns waren die Schiffe geschützt vor den starken Südwestwinden des Lodos, die vom Marmarameer stadteinwärts wehten. Außerdem war die Verlandung hier im Goldenen Horn ein weitaus geringeres Problem als an der Südküste der Stadt zum Marmarameer, wo Flussmündungen Sedimente ablagerten und der Wind Sand in die Buchten trieb. Aufgrund der günstigen Bedingungen konnten Segelschiffe bei jedem Wetter in das Goldene Horn einfahren und im Hafen anlegen. Nur selten konnten Nordwinde eine Einfahrt erschweren. Der Hafen wurde als Handelshafen und Werft genutzt. Außerdem stand hier eine Werkstatt für Ruder.
Aufgrund des Handels gab es in dem Gebiet um den Hafen viele Geschäfte. Nicht zuletzt deshalb, aber auch aufgrund der Holzlagerung der Werft,:92 kam es im Hafenviertel immer wieder zu heftigen Bränden. Im Jahr 433 brannten alle Geschäfte nieder, weil auf dem Hafengelände ein Brand ausgebrochen war.:92 Im Jahr 465 entwickelte sich in einem Pökelwarenladen ein Brand, der acht Regionen der Stadt verwüstete,:92 und 559 brannten die Geschäfte erneut nieder, als im Zuge eines Aufruhrs ein herrschaftliches Haus in Brand geriet.:92 Nach einer alten Legende ließ sich hier der Apostel Andreas nieder, als er in Byzantium anlandete, und wurde erster Patriarch von Konstantinopel. Im Jahr 697 ließ Kaiser Leontios den Hafen ausbaggern.
Der Handel verlagerte sich spätestens im 8. Jahrhundert zunehmend an die Propontishäfen an der Südküste Konstantinopels und unter Leo III. wurde der Hafen auch Standort der Marine. Trotzdem blieb das Neorion über die folgenden Jahrhunderte ein wichtiger Handelshafen für die Stadt. Zuerst ließen sich venezianische Kaufleute und Händler der Republik Amalfi im Westen des Viertels um den Hafen nieder. Es folgten Ende des 11. Jahrhunderts Händler aus der Republik Pisa und im Jahr 1155 Genueser Kaufleute, die sich südlich und östlich des Neorion-Hafens niederließen. Im 17. Jahrhundert, lange nachdem die Genueser in das Galata-Viertel auf der anderen Uferseite des Goldenen Horns gezogen waren, ließen sich jüdische Händler im Viertel um den Hafen nieder und lebten dort bis zur Mitte des 20. Jahrhunderts, als der Platz vor der Yeni Cami vergrößert wurde und eine neue Küstenstraße gebaut wurde.
Aufgrund der Juden im Viertel wurde das Hafenviertel in osmanischer Zeit Çifutkapı (dt. Juden-Tor) genannt. Zum Zeitpunkt der größten Ausdehnung der lateinischen Besiedlung der Region dehnte sich das Gebiet der Lateiner bis weit westlich des Hafens aus bis zum Bigla-Tor (auch Drungarios-Tor), später das osmanische Odun Kapı. Während des Aufstieges der Genueser in der Palaiologen-Zeit verlagerte sich der Überseehandel vom Neorion nach Galata, nach der Eroberung der Osmanen im Jahr 1453 verloren die Genueser allerdings an Einfluss und der Neorion-Hafen wurde bis zur spätosmanischen Zeit wieder zu einem bedeutenden Handelshafen.

## Architektur
An der Uferlinie des Neorion-Hafens stand eine Portikus, die Keratembolin (griechisch Κερατεμβόλιν) genannt wurde. Den Namen hatte das Bauwerk von einer Statue, die einen Mann mit vier Hörnern darstellte. Nach einer Überlieferung wurde außerdem eine Bronzestatue eines Rindes im Hafen aufgestellt, die bei den Bewohnern der Umgebung für Angst und Schrecken sorgte. Kaiser Maurikios soll deshalb Ende des 6. Jahrhunderts befohlen haben, die Statue im Meer zu versenken. In einem Teil des Hafens war eine Werft untergebracht, die nahe der Kirche St. Euphemia gelegen haben soll.